# Forsteronia montana
Forsteronia montana är en oleanderväxtart som beskrevs av Müll. Arg.. Forsteronia montana ingår i släktet Forsteronia och familjen oleanderväxter. Inga underarter finns listade i Catalogue of Life.